# آرتور آقابکیان
آرتور آقابکیان (ارمنی: Արթուր Ալեքսանդրի Աղաբեկյան؛ زادهٔ ۲۴ نوامبر ۱۹۶۳) یک سیاستمدار و فرد نظامی اهل ارمنستان است که از تاریخ تا تاریخ سمت نمایندگی دوره مجلس ملی جمهوری ارمنستان را برعهده داشت.

## زندگی‌نامه
وی در ۲۴ نوامبر ۱۹۶۳ در متس تاغلار به دنیا آمد و از دانشگاه پلی‌تکنیک ارمنستان فارغ‌التحصیل شد. وی همچنین برنده قهرمان آرتساخ، مدال مارشال باقرامیان، مدال شجاعت و نشان صلیب رزمی درجه دو شده است.

## یادداشت
1. ↑  ՀՀ ԱԺ Պաշտպանության, ազգային անվտանգության և ներքին գործերի մշտական հանձնաժողովի նախագահ